# Les Anges du péché
Pour les articles homonymes, voir Les Anges du péché (homonymie).
Pour plus de détails, voir Fiche technique et Distribution.
Les Anges du péché est un film français réalisé par Robert Bresson, sorti en 1943.

## Synopsis
Anne-Marie, qui vient de prendre le voile dans une congrégation religieuse dévouée aux femmes emprisonnées, s’évertue à aider Thérèse, l’une d’entre elles, sans grand résultat. Cette dernière, une fois libérée, assassine celui qui fut la cause de son incarcération et se réfugie au couvent. Elle crée un trouble de conscience chez Anne-Marie et provoque même son renvoi des ordres. Anne-Marie ira jusqu'au sacrifice final pour la rédemption de Thérèse.

## Fiche technique
- Titre original : Les Anges du péché
- Réalisation : Robert Bresson
- Scénario : Robert Bresson, Raymond Leopold Bruckberger et Jean Giraudoux dont il tirera ensuite son  œuvre Béthanie (1944, Éditions Gallimard)
- Dialogues : Jean Giraudoux
- Assistant à la réalisation : Frédéric Liotier
- Décors : René Renoux et Roger Claude
- Photographie : Philippe Agostini
- Cadrage : Maurice Pecqueux
- Son : René Louge
- Montage : Yvonne Martin
- Musique : Jean-Jacques Grünenwald
- Scripte : Madeleine Lefèvre
- Photographe de plateau : Rémy Duval
- Producteur : Roger Richebé
- Directeur de production : Dominique Drouin
- Société de production : Synops[1] (France)
- Sociétés de distribution : Les Films Roger Richebé[1] (distributeur d'origine, France), Gaumont[2]  (France), Actions Cinéma-Théâtre du Temple[1],[3] (vente à l'étranger)
- Pays de production :  France
- Langue originale : français
- Format : noir et blanc — 35 mm — 1.37:1 — son monophonique
- Genre : drame
- Durée : 97 minutes
- Dates de sortie :
  - France 23 juin 1943
  - Allemagne 28 janvier 1949
  - États-Unis 16 janvier 1950
- Classifications et visa CNC : mention « tous publics », Art et Essai, visa d'exploitation no 72 délivré le 23 juin 1943

## Distribution
- Renée Faure : Anne-Marie Lamaury
- Jany Holt : Thérèse
- Sylvie : la prieure
- Mila Parély : Madeleine
- Marie-Hélène Dasté : Mère Saint-Jean
- Yolande Laffon : Madame Lamaury
- Paula Dehelly : Mère Dominique
- Silvia Monfort : Agnès
- Gilberte Terbois : Sœur Marie-Josèphe
- Louis Seigner : le directeur de la prison
- Georges Colin : le commandant de la police
- Geneviève Morel : Sœur Berthe
- Andrée Clément
- Jacqueline Champi
- Bernard Lajarrige
- Henri de Livry
- Jacqueline Marbaux
- Jean Morel
- Claire Olivier
- Madeleine Rousset
- Élisabeth Hardy
- Christiane Barry qui dit la réplique "Sœur Saint-Blaise, vous êtes dispensée..."

## Production

### Casting
Françoise Piazza : « Silvia Monfort apparaît dès les premières images. […] Elle sortait de chez elle, rue Visconti, lorsque Robert Bresson l'a croisée. Elle fait là d'émouvants débuts dans un personnage secondaire auquel elle insuffle son frémissement si particulier. […]  Bresson lui a sauvé la vie : arrêtée dans le métro, on lui demande d'ouvrir sa valise. Ce qu'elle fait. Elle explique que la robe aux longs plis blancs est celle d'une religieuse, qu'elle tourne un film. En réalité, elle y a caché des documents compromettants signant son appartenance à la Résistance. »

### Tournage
- Début des prises de vue : 8 février 1943[1]
- Intérieurs : studios Radio-Cinéma[1] à Courbevoie dans le département de la Seine avant qu'il devienne celui des Hauts-de-Seine en 1968.